# Deutsche Mutoskop- und Biograph GmbH

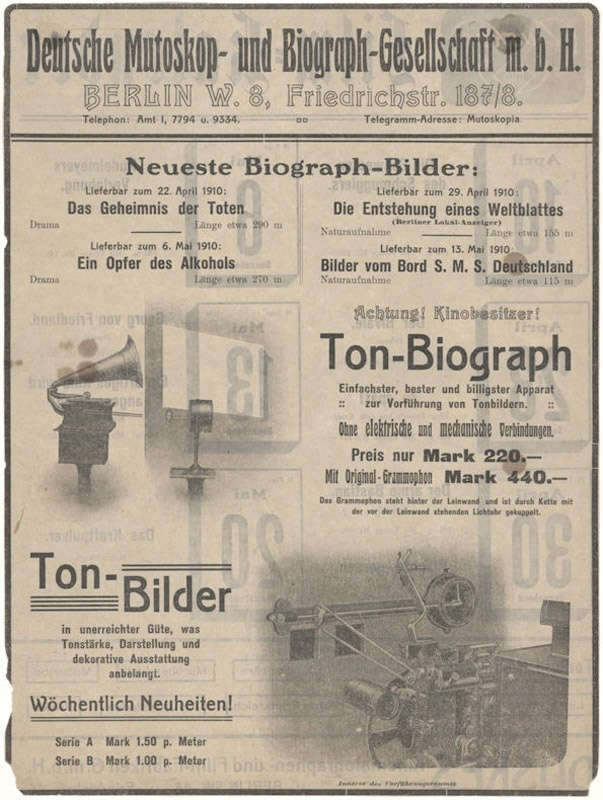
Illustrierte Werbeanzeige von 1910 der Deutsche Mutoskop- und Biograph-Gesellschaft m.b.H.

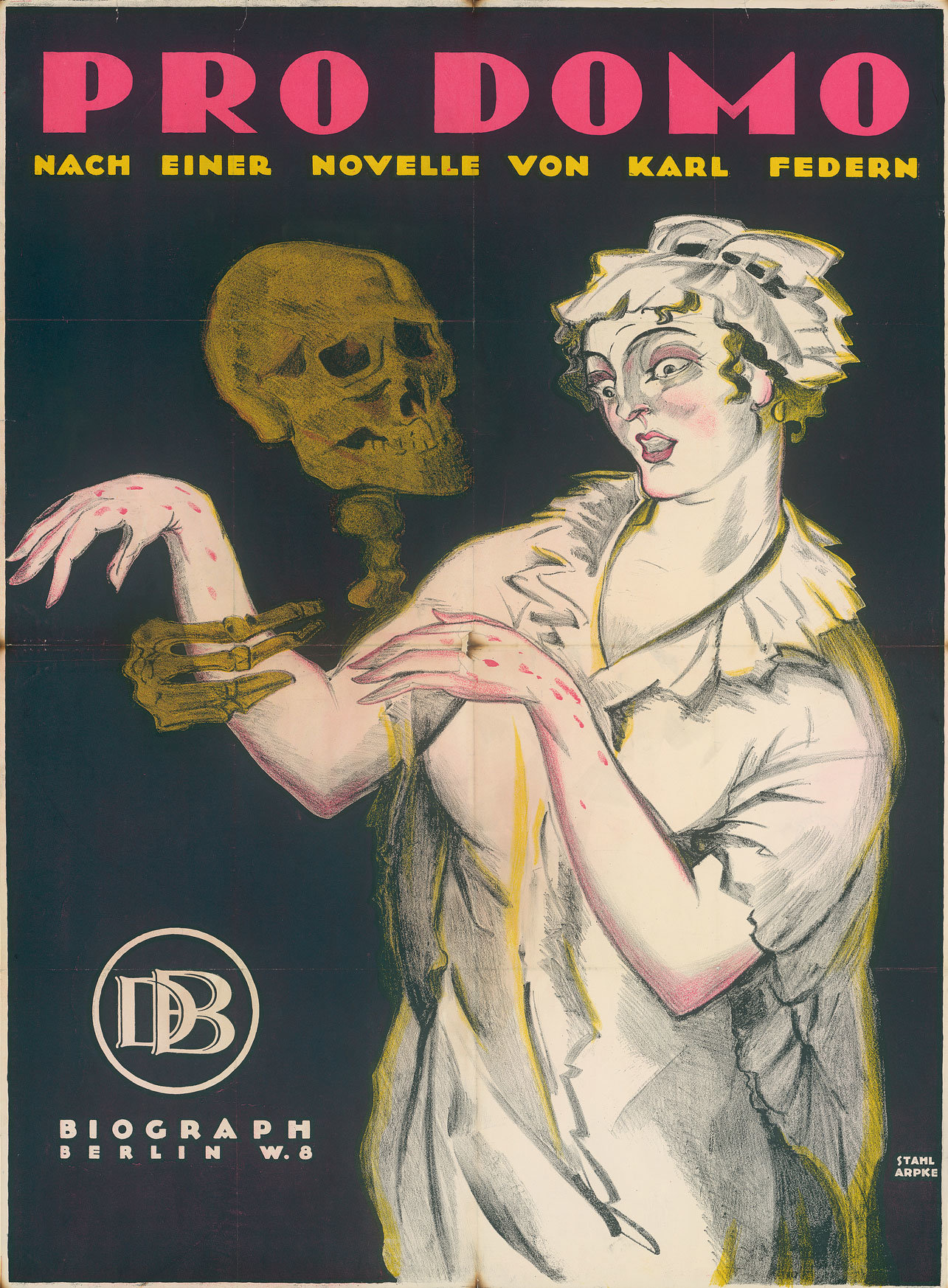
Plakat zum Stummfilm Pro Domo nach einer Novelle von Karl Federn; unten links der Hinweis „Biograph Berlin W.8, darüber in einem Kreis die Buchstaben ‚DB‘ als Markenzeichen [... der] Deutsche Mutoskop- und Biograph GmbH“;
1919; Entwurf: Erich Ludwig Stahl und Otto Arpke (Stahl Arpke)

Die Deutsche Mutoskop- und Biograph GmbH, Markenzeichen DB in einem Kreis, war eine deutsche Filmgesellschaft, die zwischen 1898 und 1924 mehrere hundert Filme verlieh bzw. produzierte.

## Geschichte
Die Firma, zumeist kurz Deutsche Mutoskop genannt, wurde am 14. März 1898 von Curt Harzer als deutsche Tochtergesellschaft der US-Muttergesellschaft International Mutoscope and Biograph Syndicate ursprünglich deshalb gegründet, um amerikanische Mutoscope-Lizenzen in Deutschland zu verkaufen. Für diese Tätigkeit musste der deutsche Ableger eine jährliche Abgabe an den US-Mutterkonzern leisten, arbeitete aber ansonsten auf eigene Verantwortung. Im Januar 1906 wurde die Firma von der Deutschen Automaten-Gesellschaft Hartwig & Vogel, die in Dresden die Schokoladenfabrik Stollwerck führten, übernommen. Anfänglich (1906/07) konzentrierte sich die Deutsche Mutoskop- und Biograph GmbH auf den Verkauf kinematographischer Mutoskop-Vorführgeräte. Kurz darauf begann die Firma mit der Herstellung eigener, kurzer Filme, die bis 1910 überwiegend dokumentarischen und Aktualitäten-Charakter besaßen. Mit Beginn der 1910er Jahre verlegte sich die Deutsche Mutoskop- und Biograph mehr und mehr auf die Filmherstellung, blieb aber bis 1919 auch weiterhin im Verleihgeschäft aktiv. In Berlin-Lankwitz in der Zietenstraße 10 entstand das erste eigene, große Filmatelier, eine etwa 700 m2 große Glashalle auf einem mehrgeschossigen Unterbau.
Unter geschäftlicher wie künstlerischer Leitung des seit Januar 1911 bestallten Generaldirektors Paul von Woringen drehte im Mutoskop-Atelier beispielsweise Gerhard Dammann, einer der Berliner Filmkomiker der Frühzeit, 1911 seine ersten Humoresken. 1912 begann die Mutoskop mit der Herstellung deutlich ambitionierterer Stoffe, darunter mehrere national-patriotische Stoffe und Literaturadaptionen. Franz Porten inszenierte, kurz nach dem von Woringen produzierten Theodor-Körner-Film, den Historiendreiteiler Der Film von der Königin Luise. Im Jahr darauf folgten die nationalistischen Gesinnungsstücke Das Blutgeld und Aus Deutschlands Ruhmestagen 1870/71, die einen ähnlichen Tenor besaßen, aber auch mehrere Literaturverfilmungen mit Friedrich Fehér als Regisseur: Emilia Galotti sowie Die Räuber, Kabale und Liebe und Die Befreiung der Schweiz und die Sage vom Wilhelm Tell. Seit dem Ersten Weltkrieg war Lotte Neumann der weibliche Hausstar der Firma, unter den Männern wurde besonders Erich Kaiser-Titz mehrfach als Hauptdarsteller besetzt. Keiner dieser Filme besitzt künstlerisch überragende Bedeutung.
Im Lauf der ausgehenden 1910er Jahre verlor die Berlin-Lankwitzer Firma mehr und mehr an Bedeutung, zumal mit dem Entstehen der UFA 1917 eine übergroße Konkurrenz entstanden war. Die kontinuierliche Mutoskop-Filmproduktion endete schließlich zum Jahresbeginn 1921, einhergehend mit von Woringens Ausscheiden aus der Firma. Danach entstand nur noch bis 1923/24 der eine oder andere Mutoskop-Film. Nachdem das Atelier vorübergehend weitgehend ungenutzt geblieben war, ging es 1922 in den Besitz der Muto-Großatelier für Filmherstellung GmbH über, einer Gemeinschaftsfirma von Flora-Film GmbH, Deutsche Mutoskop- und Biograph GmbH, Fern Andra Film-Atelier Georg Bluen & Co. und Lixie Film-Atelier Weißensee GmbH.

## Mutoskop-Filme (Auswahl)
- 1900: Einzug Kaiser Franz Josephs in Berlin
- 1900: Küstenpanzer Odin im Gefecht
- 1901: Trauerconduct der Kaiserin Friedrich
- 1902: Kronprinz Wilhelm eröffnet die Düsseldorfer Ausstellung
- 1904: Der Raubmord im Spandauer Schifffahrtskanal bei Berlin
- 1906: Das Schulschiff „Großherzogin Elisabeth“ in Swinemünde
- 1907: Bad Halensee
- 1907: Kinderschlacht
- 1908: Nordseebad Borkum
- 1908: Rund um Berlin
- 1909: Aus stiller Liebe
- 1909: Osterglocken
- 1910: Die Schiffbrüchige
- 1910: Liebeszauber
- 1910: Soldatenliebe
- 1910: Pflicht und Liebe
- 1911: Der Streikbrecher
- 1911: Die Glocken von Notre Dame
- 1911: Der kleine Held
- 1911: Gustav Wasa
- 1912: Der Fremde
- 1912: Die Puppe
- 1912: Theodor Körner
- 1912: Der Film von der Königin Luise
- 1913: Das Auge des Buddha
- 1913: Aus Deutschlands Ruhmestagen 1870/71
- 1913: Die Landstraße
- 1913: Das Blutgeld
- 1913: Die Räuber
- 1913: Emilia Galotti
- 1913: Die Befreiung der Schweiz und die Sage vom Wilhelm Tell
- 1914: Das blaue Zimmer
- 1914: Die Macht des Gewissens
- 1914: Um Mitternacht
- 1914: Deutsche Frauen
- 1914: In Feindesland
- 1915: Sonne und Schatten
- 1915: Schloss Tamare
- 1915: Der rote Faden
- 1915: Der eiserne Ring
- 1915: § 14 BGB
- 1916: Die Andere
- 1916: Du sollst nicht richten
- 1916: Nacht und Morgen
- 1916: Artur Imhoff
- 1917: Das Licht in der Nacht
- 1917: Indizien
- 1917: Im Stillen Ozean
- 1917: Das Siegel
- 1918: Der Prozeß Hauers
- 1918: Die einsame Frau
- 1918: Die Stunde der Vergeltung
- 1918: Die lachende Maske
- 1919: Hotel Medusa
- 1919: Der unsichtbare Gast
- 1919: Herzensopfer
- 1919: Das Rätsel der Unbekannten
- 1919: Bergblumen
- 1920: Sybill Morgan
- 1920: Die Siegerin
- 1920: Ihr Recht
- 1920: In nächtlicher Stunde
- 1920: Der Triumph des Todes
- 1921: Der kurzsichtige Mitgiftjäger
- 1922: Die Finsternis und ihr Eigentum
- 1923: Zwischen Abend und Morgen
- 1924: Im Schatten der Anderen